# Julius Pintsch
Carl Friedrich Julius Pintsch (6 de enero de 1815 - 20 de enero de 1884) fue un científico y fabricante alemán conocido principalmente por la invención del gas Pintsch. 
Ese gas, destilado de la nafta u otros productos derivados del petróleo, se usó ampliamente en el transporte ferroviario y marítimo desde su invención en 1851 hasta la década de 1930.

## Gas Pintsch
El gas Pintsch es un gas combustible comprimido inventado por Pintsch, proviniente de la nafta destilada. Fue usado para iluminación hasta principios del siglo XX (por ejemplo: en iluminación de boyas, balizas aisladas, faros y vagones de ferrocarril).Los dispositivos que contenían gas Pintsch podían permanecer dos meses iluminando antes de ser recargados.